# Gambia (1965-1970)
Il Gambia è stato uno Stato sovrano predecessore dell'attuale Repubblica del Gambia. È stato un reame del Commonwealth per cinque anni dall'indipendenza del paese il 18 febbraio 1965 fino alla sua trasformazione in una repubblica dopo un referendum, il 24 aprile 1970. Durante questo periodo Elisabetta II è stata regina del Gambia ma non ha mai visitato il paese in qualità di capo di Stato (lo aveva fatto in precedenza, quando il paese era una colonia). L'unico primo ministro del Paese è stato Dawda Jawara, che sarebbe poi diventato Presidente della Repubblica.

## Storia

### Indipendenza
Il processo d'indipendenza del Gambia iniziò alla fine degli anni '50. Nel settembre 1959 il diritto di voto fu esteso a tutti i cittadini maggiorenni. Nell'aprile 1960 entrò in vigore una nuova costituzione coloniale. Il Consiglio Legislativo fu sostituito dalla Camera dei Rappresentanti, di cui 27 membri vennero eletti, 3 erano d'ufficio. Le elezioni si svolsero a maggio e l'indipendenza del Paese fu annunciata per l'aprile 1961, in coincidenza con quella della Sierra Leone.
Tuttavia, questa previsione non fu eseguita. Nel 1961, N'Jie, primo ministro della colonia da marzo, visitò Dakar e le autorità senegalesi fecero lo stesso con Bathurst (l'attuale Banjul). Questi incontri non raggiunsero un accordo sindacale. A luglio si decise di concedere l'autonomia interna al Gambia nel maggio 1962, ma senza prevedere l'indipendenza. Nel maggio 1962 si tennero le elezioni, nelle quali il PPP ottenne 18 seggi, contro i 13 dell'UP, e Dawda Jawara divenne primo ministro. 
Con l'ascesa di Jawara al potere, l'amministrazione coloniale iniziò un ritiro graduale dalla Gambia, e l'auto-governo venne concesso nel 1963. Jawara venne nominato capo del governo, nello stesso anno, e l'indipendenza fu ottenuta il 18 febbraio 1965, come reame del Commonwealth, con Elisabetta II come regina e quindi capo di Stato.

### Verso la repubblica

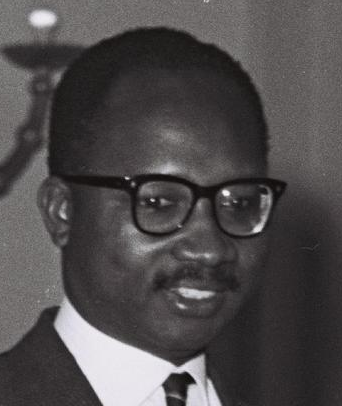
Dawda Jawara come primo ministro del Gambia.

L'avvento dell'indipendenza sollevò ancora una volta il problema della vitalità economica del Paese, basata all'epoca sulla coltivazione delle arachidi, prodotto che presentava un mercato con molti concorrenti e che nel 1966 rappresentava il 90% delle esportazioni gambiane. Per questo motivo si speculava sull'approccio al Senegal, come già raccomandato dal rapporto delle Nazioni Unite del 1963. Questo approccio fu ostacolato dal fallito colpo di Stato in Senegal nel dicembre 1962, dalle pressioni sul partito di Jawara e dai disaccordi tra i governi gambiano e senegalese, principalmente nel momento più opportuno per stabilire il partenariato.
Nel giugno 1965 il parlamento approvò una mozione per convertire il paese in repubblica un anno dopo l'indipendenza (come fecero altri paesi africani del Commonwealth delle Nazioni, come Kenya e Uganda). Questa mossa di Jawara portò alla rottura della coalizione tra il PPP e il Partito Unito (PU), che aveva governato il paese sin dall'indipendenza. La questione del regime repubblicano venne sottoposto a referendum (tra il 18 e il 26 del settembre del 1965), con il risultato di 61,568 voti contrari e 31.921 a favore. Il Gambia ha continuato ad essere una monarchia nei primi anni della sua indipendenza. Nel 1969 il comitato esecutivo del PPP presentò nuovamente al parlamento una bozza di costituzione con la quale il paese sarebbe diventato una repubblica.
Il progetto fu approvato in parlamento (88 voti favorevoli, 8 contrari) e sottoposto a referendum nell'aprile 1970. Il risultato fu di 84.068 voti a favore e 35.683 contrari. La Repubblica venne formalmente dichiarata pochi giorni dopo, il 24 aprile 1970.
Jawara, divenuto Presidente della Repubblica, sostituì Elisabetta II come Capo di Stato, la carica di Primo Ministro venne abolita cambiando il regime da parlamentare a presidenziale. Il Gambia rimase all'interno del Commonwealth delle Nazioni e la sterlina gambiana rimase ancorata alla sterlina. Il mandato del presidente e dei parlamentari venne fissato a cinque anni.